# 吴嵩庆
吴嵩庆（英語：Samuel Sung-ching Wu，1901年2月27日—1991年9月），生於浙江省镇海县（今浙江宁波），國民革命軍陸軍中將，台灣鋼鐵產業企業家，中華民國國庫黃金運送台灣行動負責人之一。

## 生平
吳嵩慶生於浙江省寧波府鎮海縣，吳家原為商賈家族，至吳嵩慶父親吳吉三時吳家變賣部分資產轉型經辦新式教育，原稱青峙學堂，後改名為七星延陵學堂，吳嵩慶的幼年時代都在家中舉辦的學校就讀，為中國國內最初從幼年學校教育接受西方教育模式的學生。吳嵩慶16歲由父親安排進入英國在寧波府北邊興辦的教會學校裴迪學校大學預科班，19歲轉入上海滬江大學高中部，他的同學中有後來考入黃埔軍校的陳大慶。高中畢業後，吳嵩慶考入滬江大學商科，民國二十四年（1925）畢業，在大學時期結識好友陳舜畊，因此吳嵩慶雖然未接受軍事教育，但與國民革命軍軍界保持著緊密關係。
畢業後，吳嵩慶原本在寧波四明中學擔任商科主任，同年其弟因傷寒猝逝，吳嵩慶因此離開家鄉。民國二十五年（1926），北伐軍擊敗孫傳芳，開入上海。吳嵩慶經由當時擔任國民革命軍總司令部機要秘書陳舜畊引薦進入北伐軍就職。最初的職務是上海龍華戍衛司令部少校秘書，服務白崇禧協助執行相關行政業務。後來隨著新桂系的壯大，其職務也被調整為第四集團軍前敵總指揮部秘書。但是隨著東北易幟，北伐軍完成戰爭目標後，前敵總指揮部也被撤銷解散，吳嵩慶因此失業。
被遣散後，藉由白崇禧的介紹信，吳嵩慶獲得中華民國大學院院長蔡元培資助聘為特約編譯員，並以此職務之薪資作為赴法國留學的盤纏，吳嵩慶赴法國後考入巴黎大學法學院（現巴黎第二大學）附屬市政學院就讀，結識了美術家汪日章，民國十九年（1930）畢業獲得法學碩士。民國二十年夏季返國後，經由汪日章介紹，並通過蔣中正面試後，吳嵩慶在民國二十二年（1933）進入国民政府軍事委員會機要室擔任少校秘書，半年後升任中校密電股股長，掌管軍事委員會與各地的電報密碼匯發，在機要室的祕書工作績效使吳嵩慶獲得蔣中正的信任。
民國二十三年（1934），吳嵩慶調入航空委員會，擔任蔣宋美齡的主任秘書，並在中華民國空軍任職10年，與蔣宋美齡亦保持了友好關係，蔣宋美齡後來被調離航空委員會後，吳嵩慶的職務被調至經理處，升任处长。民國三十二年（1943）7月，吳嵩慶被指派進入國民黨黨政高級班，結識了軍需署署長陳良，陳良隨後邀其轉入軍需署服務，畢業後吳嵩慶轉入軍需署，擔任軍需署糧秣司少將司長。在民國三十三年（1944）升任軍需署副署長，兼兵役部經理處處長。
民國三十四年（1945），吳嵩慶受陳誠系將領王東原延攬，轉任湖北省財政廳廳長兼湖北省銀行董事兼總經理。
民國三十六年（1947）底，受到蔣中正指示吳嵩慶回任軍職，擔任改組後的中華民國國防部聯合後勤司令部財務署中將署長。轉任此職務除了蔣中正接受，提名吳擔任此職者則是主计长徐堪，國防部長白崇禧也表示欢迎。此一職務為掌管全中華民國國軍的軍餉與軍費發放業務，主要任务是施行美式新制，也就是发饷到官兵个人，是蒋中正交代的主要任务，以清除“吃空额”的陋习，除了有高度專業需求外也有其政治意義，而吳嵩慶因工作資歷與實績是當時國軍主要派系都可以接受的人選。在國共內戰末期除了軍費業務外，吳嵩慶也兼管國庫與軍費相關的外匯、貴金屬通貨，因此在上海戰役前夕蔣中正命令其處理黃金運輸至臺灣之任務， 主要一批是存在厦门的金银，依据吴嵩庆在民国三十八年一月十一日在上海与财政部及中央银行签订的“预支军费草约”，中央银行转给吴嵩庆的个人账户是78万余两的黄金，作为内战后期的军费。
完成最後一批黃金轉移臺灣之任務後，吳嵩慶因工作關係繼續在中國大陸國統區進行軍餉發放任務，直到1949年12月隨蔣中正從四川撤回臺灣，並續任聯勤總部军需署、財務署中將署長12年，完成由财务官，直接发饷到官兵个人，完全清除“吃空额”的陋习。直到民國五十一年（1962）退伍。
1964年，出任臺灣唐榮鐵工廠公司的董事长，先后任职长达十二年之久。后吴嵩庆创建中国钢铁贸易公司，并对臺灣钢铁产品出口事业有很大贡献。吴嵩庆并筹建有中国钢铁研究所，研究钢铁工业发展前景和钢铁产品的生产技术。吴嵩庆曾多次参加国际钢铁协会及东南亚钢铁学会等组织的会议。
1956年，與上海滬江大學（今上海理工大學）校友等人籌組創辦人會，在台創立滬江高中，並擔任董事長。
1991年9月，吳嵩慶返鄉省親2週後返國即猝逝，享耆壽90歲。

## 黄金秘闻
1949年中国国共内战末期，蒋介石密令指派吴嵩庆转运上海（当时远东金融中心）库存黄金到台湾。最后一批黄金在解放军入上海前一周由海军登陆艇运抵台湾，是為中華民國國庫黃金運送台灣行動。
这批黄金中的一部分后来用作台湾军费，并被用来定位稳定台湾货币（台币）。这批黄金亦在对国民党退败台湾之后（期间有朝鲜战争），美援之前，蒋介石政府度过难关有关键作用。
吴嵩庆生前信守诺言，没有公开论及具体转运黄金数量。从其身后公开日记，及其子吴兴镛（Wu Sing-yung 加州大学医学教授，美国医学博士）估算，约合700万两，其中有半数為等值的外汇与白银。

## 外部連結
- 六十年秘辛—国府黄金渡台的故事（页面存档备份，存于）